# Beiersdorf AG
Beiersdorf AG er et børsnoteret, globalt, tysk selskab, der arbejder inden for forbrugsgoder med hovedsæde i Hamburg-Eimsbüttel. Selskabets hovedaktionær er Maxingvest AG, som er et holdingselskab fra familien Herz.

## Struktur
Beiersdorf AG er producent af mange mærkevareprodukter, herunder kendte mærker som Nivea, Labello, Hansaplast, Eucerin og Tesa. Hertil kommer kosmetikmærkerne , La Prairie, Florena, 8x4, Atrix, SKIN STORIES, STOP THE WATER WHILE USING ME!, Coppertone, HIDROFUGAL,  Beiersdorf fremstiller desuden forskellige kropsplejeprodukter (Basis PH, Doppel Dusch, Gammon).